# 巨额交易
《巨额交易》（英語：A Big Deal），2011年12月2日在中国大陆上映的喜剧片。

## 剧情
该片讲述了三个男士去迪拜淘金而遭遇到的一系列疯狂冒险而搞笑的故事。

## 演员
- 乔任梁 出演 刘易郡，营销大师。
- 韩彩英 出演 周允。
- 许志安 出演 杨异。
- 蓝正龙 出演 张泽。
- 杜汶泽 出演 王云鹏。
- 童瑶 出演 陈妤、

## 上映
该片于2011年贺岁档播出，导演马俪文说出了“20亿美金，买观众一笑”的宣言。该片触碰了社会当前的现实“女人物质男人悲催”，反映了当下一代“究竟是爱情重要还是金钱重要”的困惑。

## 外部連結
- 香港影庫上《巨额交易》的資料（繁體中文）
- 时光网上《巨额交易》的資料（简体中文）
- 豆瓣电影上《巨额交易》的資料 （简体中文）
- 互联网电影数据库（IMDb）上《巨额交易》的资料（英文）